# Athlétisme aux Jeux d'Amérique centrale et des Caraïbes de 1978
Navigation
Saint-Domingue 1974 La Havane 1982
Les épreuves d'athlétisme des Jeux d'Amérique centrale et des Caraïbes de 1978 ont eu lieu  à Medellín, en Colombie. 

## Résultats

### Hommes
| Épreuve | Or                                                                             | Or              | Argent                                                                     | Argent          | Bronze                                                                            | Bronze          |
| --- | ------------------------------------------------------------------------------ | --------------- | -------------------------------------------------------------------------- | --------------- | --------------------------------------------------------------------------------- | --------------- |
| 100 m | Silvio Leonard Cuba                                                            | 10 s 10         | Osvaldo Lara Cuba                                                          | 10 s 11         | Guy Abrahams Panama                                                               | 10 s 20         |
| 200 m | Silvio Leonard Cuba                                                            | 20 s 49         | Anthony Husbands Trinité-et-Tobago                                         | 21 s 00         | Guy Abrahams Panama                                                               | 21 s 15         |
| 400 m | Alberto Juantorena Cuba                                                        | 44 s 27         | Joseph Coombs Trinité-et-Tobago                                            | 45 s 41         | Seymour Newman Jamaïque                                                           | 46 s 11         |
| 800 m | Alberto Juantorena Cuba                                                        | 1 min 47 s 23   | Gerold Pawirodikromo Suriname                                              | 1 min 47 s 46   | Leandro Civil Cuba                                                                | 1 min 47 s 66   |
| 1 500 m | Luis Medina Cuba                                                               | 3 min 44 s 47   | Eduardo Castro Mexique                                                     | 3 min 45 s 14   | Osmán Escobar Venezuela                                                           | 3 min 45 s 89   |
| 5 000 m | Rodolfo Gómez Mexique                                                          | 13 min 55 s 08  | Domingo Tibaduiza Colombie                                                 | 13 min 56 s 88  | José Gómez Mexique                                                                | 14 min 27 s 33  |
| 10 000 m | Rodolfo Gómez Mexique                                                          | 29 min 34 s 64  | Domingo Tibaduiza Colombie                                                 | 29 min 38 s 66  | Luis Hernández Mexique                                                            | 30 min 23 s 84  |
| Marathon | Radamés Vega Porto Rico                                                        | 2 h 22 min 34 s | Mario Cuevas Mexique                                                       | 2 h 23 min 07 s | José Granajo Guatemala                                                            | 2 h 26 min 04 s |
| 3 000 m steeple | José Cobo Cuba                                                                 | 8 min 46 s 39   | Carlos Martínez Mexique                                                    | 8 min 52 s 13   | Jaime Villate Colombie                                                            | 8 min 56 s 29   |
| 110 m haies | Alejandro Casañas Cuba                                                         | 13 s 67         | Mariano Reyes République dominicaine                                       | 14 s 68         | Karl Smith Jamaïque                                                               | 14 s 71         |
| 400 m haies | Clive Bariffe Jamaïque                                                         | 50 s 16         | Julio Ferrer Porto Rico                                                    | 50 s 86         | Alexis Misiniak Cuba                                                              | 50 s 97         |
| Saut en hauteur | Richard Spencer Cuba                                                           | 2,12 m          | Rodolfo Madrigal Costa Rica                                                | 2,12 m          | Jamil Justiniano Porto Rico                                                       | 2,09 m          |
| Saut à la perche | Augusto Perdomo Cuba                                                           | 5,00 m          | Elberto Pratt Mexique                                                      | 4,80 m          | Rubén Camino Cuba                                                                 | 4,80 m          |
| Saut en longueur | David Giralt Cuba                                                              | 7,82 m          | Milán Matos Cuba                                                           | 7,77 m          | Ron Chambers Jamaïque                                                             | 7,77 m          |
| Triple saut | Steve Hanna Bahamas                                                            | 16,60 m         | Juan Velázquez Cuba                                                        | 16,43 m         | Alejandro Herrera Cuba                                                            | 16,10 m         |
| Lancer du poids | Humberto Calvario Cuba                                                         | 17,51 m         | Nicolás Hernández Cuba                                                     | 17,36 m         | Jesús Ramos Venezuela                                                             | 16,83 m         |
| Lancer du disque | Luis Delís Cuba                                                                | 58,62 m         | Julián Morrinson Cuba                                                      | 58,56 m         | Brad Cooper Bahamas                                                               | 54,24 m         |
| Lancer du marteau | Armando Orozco Cuba                                                            | 69,86 m         | Genovevo Morejón Cuba                                                      | 69,14 m         | Luis Martínez Porto Rico                                                          | 56,22 m         |
| Lancer du javelot | Antonio González Cuba                                                          | 78,74 m         | Amado Morales Porto Rico                                                   | 70,54 m         | Reinaldo Patterson Cuba                                                           | 63,64 m         |
| Décathlon | Rigoberto Salazar Cuba                                                         | 7 483 pts       | Miguel Subarnaba Cuba                                                      | 6 954 pts       | José Montezuma Venezuela                                                          | 6 842 pts       |
| 20 km marche | Daniel Bautista Mexique                                                        | 1 h 29 min 10 s | Raúl González Mexique                                                      | 1 h 31 min 58 s | Jorge Quiñones Colombie                                                           | 1 h 39 min 31 s |
| 4 × 100 m | Trinité-et-Tobago Noel Eldwin Hasely Crawford Anthony Husbands Ephraim Serrete | 39 s 13         | Cuba Juan Saborit Alejandro Casañas Silvio Leonard Osvaldo Lara            | 39 s 44         | République dominicaine Juan Contreras Gregorio García Enrique Javier Rafael Félix | 39 s 62         |
| 4 × 400 m | Jamaïque Clive Barriffe Oliver Heywood Floyd Brown Bertland Cameron            | 3 min 03 s 76   | Trinité-et-Tobago Anthony Myers Michael Paul Michael Solomon Joseph Coombs | 3 min 05 s 01   | Cuba Alexis Misignak Ernesto Vinent Carlos Alvarez Alberto Juantorena             | 3 min 05 s 57   |
| Records et Performances - AR : Record continental (area record) - CR : Record des championnats (championship record) - MR : Record du meeting (meet record) - NR : Record national (national record) - OR : Record olympique (olympic record) - PR : Record paralympique (paralympic record) - PB : Record personnel (personal best) - SB : Meilleure performance personnelle de la saison (season's best) - WL : Meilleure performance mondiale de l'année (world leader) - WJR : Record du monde junior (world junior record) - WR : Record du monde (world record) Circonstances et Conditions - DNF : N'a pas terminé (did not finish) - DNS : N'a pas pris le départ (did not start) - DQ : Disqualification (disqualification) - NM : Aucun essai valable enregistré (No Mark) - Q : Qualifié « directement » au prochain tour (ou à la prochaine compétition), lors d'une compétition majeure, grâce au classement ou à la réalisation des minima (automatic qualifier) - q : Qualifié au prochain tour (ou à la prochaine compétition), lors d'une compétition majeure, grâce au repêchage ou à la réalisation de l'une des meilleures performances parmi celles des « non qualifiés directement » (grâce au meilleur temps ou à la meilleure distance par exemple) (secondary qualifier) |                                                                                |                 |                                                                            |                 |                                                                                   |                 |

### Femmes
| Épreuve | Or                        | Or            | Argent                                  | Argent        | Bronze                      | Bronze        |
| --- | ------------------------- | ------------- | --------------------------------------- | ------------- | --------------------------- | ------------- |
| 100 m | Silvia Chivás Cuba        | 11 s 47       | Lelieth Hodges Jamaïque                 | 11 s 63       | Isabel Taylor Cuba          | 11 s 74       |
| 200 m | Silvia Chivás Cuba        | 23 s 01       | Janice Bernard Trinité-et-Tobago        | 24 s 01       | Maureen Gottshalk Jamaïque  | 24 s 42       |
| 400 m | Aurelia Pentón Cuba       | 50 s 56       | Beatriz Castillo Cuba                   | 51 s 27       | Helen Blake Jamaïque        | 53 s 40       |
| 800 m | Aurelia Pentón Cuba       | 2 min 01 s 38 | Charlotte Bradley Mexique               | 2 min 03 s 58 | Nery McKeen Cuba            | 2 min 04 s 48 |
| 1 500 m | Charlotte Bradley Mexique | 4 min 30 s 78 | Ileana Hocking Porto Rico               | 4 min 35 s 88 | Susana Herrera Mexique      | 4 min 39 s 62 |
| 100 m haies | Grisel Machado Cuba       | 13 s 31       | Marisela Peralta République dominicaine | 14 s 23       | Carmen Zamora Cuba          | 14 s 29       |
| Saut en hauteur | Angela Carbonell Cuba     | 1,75 m        | Grace Jackson Jamaïque                  | 1,70 m        | Elisa Ávila Mexique         | 1,65 m        |
| Saut en longueur | Shonel Ferguson Bahamas   | 6,41 m        | Ana Alexander Cuba                      | 6,25 m        | Eloína Echevarría Cuba      | 6,12 m        |
| Lancer du poids | Hilda Ramírez Cuba        | 17,00 m       | Marcelina Rodríguez Cuba                | 14,97 m       | Vicky López Porto Rico      | 13,42 m       |
| Lancer du disque | Carmen Romero Cuba        | 60,54 m       | María Betancourt Cuba                   | 57,58 m       | Selene Saldarriaga Colombie | 41,28 m       |
| Lancer du javelot | María Caridad Colón Cuba  | 63,40 m       | María Beltrán Cuba                      | 54,86 m       | Guadalupe López Mexique     | 49,80 m       |
| Pentathlon | Elida Aveillé Cuba        | 3 636 pts     | Alix Castillo Venezuela                 | 3 625 pts     | Laura Vázquez Mexique       | 3 511 pts     |
| 4 × 100 m | Cuba                      | 44 s 37       | Jamaïque                                | 44 s 41       | Trinité-et-Tobago           | 45 s 13       |
| 4 × 400 m | Cuba                      | 3 min 31 s 34 | Jamaïque                                | 3 min 41 s 69 | Porto Rico                  | 3 min 46 s 58 |
| Records et Performances - AR : Record continental (area record) - CR : Record des championnats (championship record) - MR : Record du meeting (meet record) - NR : Record national (national record) - OR : Record olympique (olympic record) - PR : Record paralympique (paralympic record) - PB : Record personnel (personal best) - SB : Meilleure performance personnelle de la saison (season's best) - WL : Meilleure performance mondiale de l'année (world leader) - WJR : Record du monde junior (world junior record) - WR : Record du monde (world record) Circonstances et Conditions - DNF : N'a pas terminé (did not finish) - DNS : N'a pas pris le départ (did not start) - DQ : Disqualification (disqualification) - NM : Aucun essai valable enregistré (No Mark) - Q : Qualifié « directement » au prochain tour (ou à la prochaine compétition), lors d'une compétition majeure, grâce au classement ou à la réalisation des minima (automatic qualifier) - q : Qualifié au prochain tour (ou à la prochaine compétition), lors d'une compétition majeure, grâce au repêchage ou à la réalisation de l'une des meilleures performances parmi celles des « non qualifiés directement » (grâce au meilleur temps ou à la meilleure distance par exemple) (secondary qualifier) |                           |               |                                         |               |                             |               |

## Tableau des médailles
| Rang | Nation                 | Or | Argent | Bronze | Total |
| ---- | ---------------------- | -- | ------ | ------ | ----- |
| 1    | Cuba                   | 27 | 13     | 10     | 50    |
| 2    | Mexique                | 4  | 6      | 6      | 16    |
| 3    | Jamaïque               | 2  | 4      | 5      | 11    |
| 4    | Bahamas                | 2  | 0      | 1      | 3     |
| 5    | Trinité-et-Tobago      | 1  | 4      | 1      | 6     |
| 6    | Porto Rico             | 1  | 3      | 4      | 8     |
| 7    | Colombie               | 0  | 2      | 3      | 5     |
| 8    | République dominicaine | 0  | 2      | 1      | 3     |
| 9    | Venezuela              | 0  | 1      | 3      | 4     |
| 10   | Suriname               | 0  | 1      | 0      | 1     |
| 10   | Costa Rica             | 0  | 1      | 0      | 1     |
| 12   | Panama                 | 0  | 0      | 2      | 2     |
| 13   | Guatemala              | 0  | 0      | 1      | 1     |